# Mediamente Isterica Tour
Mediamente Isterica Tour è la terza tournée della cantautrice catanese Carmen Consoli, partita da Roma il 18 novembre 1998, con il live a Suoni & Ultrasuoni e terminata a Bologna il 18 settembre 1999, con l'MTV Day.
Segue l'uscita dell'album Mediamente isterica.
Il tour si è svolto nelle piazze, nei pub e nei palazzetti, con un'alta affluenza di pubblico, contribuendo ad accrescerne la popolarità nel panorama musicale italiano.

## Il Tour
Il Tour è stato suddiviso in due parti: il tour invernale e il tour estivo. In più vanta innumerevoli ospitate televisive, da ricordare Comici, trasmissione di Italia 1 condotta da Serena Dandini, dove Carmen partecipa settimanalmente con delle cover rock e r'n'b; vanta anche numerose copertine di giornali dell'epoca, tra cui quella del Mucchio Selvaggio, dove la "cantantessa" interpreta un Babbo Natale sexy.

## La Scaletta del Live a Suoni e Ultrasuoni
1-Geisha
2-Bèsame Giuda
3-Bèsame Mucho
4-Ennesima Eclisse
5-Confusa & Felice
6-In Funzione Di Nessuna Logica
7-Autunno Dolciastro
8-Puramente Casuale
9-Sentivo L'Odore
10-Anello Mancante
11-Un Sorso In Più
12-Eco Di Sirene
13-Contessa Miseria

## La Scaletta del Tour Invernale & Estivo
1-L'Ultima Preghiera
2-Per Niente Stanca
3-Sentivo L'Odore
4-Puramente Casuale
5-Confusa & Felice
6-Autunno Dolciastro
7-Ennesima Eclisse
8-In Funzione Di Nessuna Logica
9-Un Sorso In Più
10-Bonsai #2
11-Bèsame Giuda
12-Bèsame Mucho
13-Geisha
14-Eco Di Sirene
15-Bonsai #1
16-Lingua a Sonagli
17-Amore di Plastica
18-14 luglio
19-Contessa Miseria
20-Venere

## MTV Day 1999
1-Bonsai #1
2-Bèsame Giuda
3-Bèsame Mucho
4-Confusa & Felice
5-Puramente Casuale
6-Autunno Dolciastro
7-Eco Di Sirene
8-Lingua a Sonagli
9-Rituale Contro Le Male Lingue

## Formazione
| Strumento                                   | Nome Musicista     |
| ------------------------------------------- | ------------------ |
| Chitarra elettrica, cori                    | Massimo Roccaforte |
| Chitarra elettrica, cori                    | Santi Pulvirenti   |
| Basso elettrico, cori                       | Leandro Misuriello |
| Batteria, percussioni, cori                 | Leif Searcy        |
| Mixer                                       | Maurizio Nicotra   |
| Chitarra elettrica, chitarra acustica, voce | Carmen Consoli     |